# Criptografia de e-mail
A criptografia de e-mail é a criptografia de mensagens de e-mail para proteger o conteúdo de ser lido por entidades que não sejam os destinatários pretendidos. A criptografia de e-mail também pode incluir autenticação.
O e-mail é propenso à divulgação de informações. A maioria dos e-mails são criptografados durante a transmissão, mas são armazenados em texto não criptografado, tornando-os legíveis por terceiros, como provedores de e-mail. Por padrão, os serviços de e-mail populares, como Gmail e Outlook, não habilitam a criptografia de ponta a ponta. Por meio de algumas ferramentas disponíveis, outras pessoas além dos destinatários designados podem ler o conteúdo do e-mail.
A criptografia de e-mail pode depender da criptografia de chave pública, na qual os usuários podem publicar uma chave pública que outros podem usar para criptografar mensagens para eles, mantendo em segredo uma chave privada que pode ser usada para descriptografar essas mensagens ou para criptografar e assinar digitalmente as mensagens que eles mandar.

## Protocolos de criptografia
Com o design original do protocolo de e-mail, a comunicação entre os servidores de e-mail era em texto simples, o que representava um enorme risco de segurança. Ao longo dos anos, vários mecanismos foram propostos para criptografar a comunicação entre servidores de e-mail. A criptografia pode ocorrer no nível de transporte (também conhecido como "salto por salto") ou de ponta a ponta. A criptografia da camada de transporte geralmente é mais fácil de configurar e usar; a criptografia de ponta a ponta oferece defesas mais fortes, mas pode ser mais difícil de configurar e usar.

### Criptografia em nível de transporte
Uma das extensões de criptografia de e-mail mais usadas é STARTTLS. É uma camada TLS (SSL) sobre a comunicação de texto simples, permitindo que os servidores de e-mail atualizem sua comunicação de texto simples para comunicação criptografada. Supondo que os servidores de e-mail no lado do remetente e do destinatário ofereçam suporte à comunicação criptografada, um espião bisbilhotando a comunicação entre os servidores de e-mail não pode usar um sniffer para ver o conteúdo do e-mail. Existem extensões STARTTLS semelhantes para a comunicação entre um cliente de e-mail e o servidor de e-mail (consulte IMAP4 e POP3, conforme declarado pela RFC 2595). STARTTLS pode ser usado independentemente de o conteúdo do e-mail ser criptografado usando outro protocolo.
A mensagem criptografada é revelada e pode ser alterada por retransmissões de e-mail intermediárias. Em outras palavras, a criptografia ocorre entre retransmissões SMTP individuais, não entre o remetente e o destinatário. Isso tem consequências boas e ruins. Uma característica chave positiva da criptografia da camada de transporte é que os usuários não precisam fazer ou alterar nada; a criptografia ocorre automaticamente quando eles enviam e-mail. Além disso, como as organizações receptoras podem descriptografar o email sem a cooperação do usuário final, as organizações receptoras podem executar verificadores de vírus e filtros de spam antes de entregar o email ao destinatário. No entanto, isso também significa que a organização receptora e qualquer pessoa que invada o sistema de e-mail dessa organização (a menos que outras etapas sejam tomadas) podem facilmente ler ou modificar o e-mail. Se a organização receptora for considerada uma ameaça, será necessária uma criptografia de ponta a ponta.
A Electronic Frontier Foundation incentiva o uso do STARTTLS e lançou a iniciativa 'STARTTLS Everywhere' para "tornar simples e fácil para todos ajudar a garantir que suas comunicações (por e-mail) não sejam vulneráveis à vigilância em massa ". O suporte para STARTTLS tornou-se bastante comum; O Google informa que, no Gmail, 90% dos e-mails recebidos e 90% dos e-mails enviados foram criptografados usando STARTTLS até 24 de julho de 2018.
Historicamente, a verificação obrigatória de certificados não é viável para entrega de correio da Internet sem informações adicionais, porque muitos certificados não são verificáveis e poucos desejam que a entrega de e-mail falhe nesse caso. Como resultado, a maioria dos e-mails entregues por TLS usa apenas criptografia oportunista. DANE é um padrão proposto que possibilita uma transição incremental para criptografia verificada para entrega de correio na Internet. O projeto STARTTLS Everywhere usa uma abordagem alternativa: eles oferecem suporte a uma “lista de pré-carregamento” de servidores de e-mail que prometeram oferecer suporte ao STARTTLS, o que pode ajudar a detectar e evitar ataques de downgrade.

### Criptografia de ponta a ponta
Na criptografia de ponta a ponta, os dados são criptografados e descriptografados apenas nos pontos finais. Em outras palavras, um e-mail enviado com criptografia de ponta a ponta seria criptografado na origem, ilegível para provedores de serviços como o Gmail em trânsito e, em seguida, descriptografado em seu endpoint. Fundamentalmente, o e-mail seria descriptografado apenas para o usuário final em seu computador e permaneceria em formato criptografado e ilegível para um serviço de e-mail como o Gmail, que não teria as chaves disponíveis para descriptografá-lo. Alguns serviços de e-mail integram criptografia de ponta a ponta automaticamente.
OpenPGP é um padrão de criptografia de dados que permite que os usuários finais criptografem o conteúdo do email. Existem vários softwares e plugins de cliente de e-mail que permitem aos usuários criptografar a mensagem usando a chave pública do destinatário antes de enviá-la. Em sua essência, o OpenPGP usa um esquema de criptografia de chave pública em que cada endereço de e-mail é associado a um par de chaves pública/privada.
O OpenPGP fornece uma maneira para os usuários finais criptografarem o e-mail sem nenhum suporte do servidor e garantir que apenas o destinatário pretendido possa lê-lo. No entanto, existem problemas de usabilidade com o OpenPGP, ele exige que os usuários configurem pares de chaves públicas/privadas e disponibilizem amplamente as chaves públicas. Além disso, protege apenas o conteúdo do e-mail e não os metadados, uma parte não confiável ainda pode observar quem enviou um e-mail para quem. Uma desvantagem geral dos esquemas de criptografia de ponta a ponta em que o servidor não possui chaves de descriptografia – é que torna a pesquisa do lado do servidor quase impossível, afetando a usabilidade.
O conteúdo de um e-mail também pode ser criptografado de ponta a ponta, colocando-o em um arquivo criptografado (usando qualquer tipo de ferramenta de criptografia de arquivo) e enviando esse arquivo criptografado como um anexo de e-mail.

## Demonstrações
A demonstração de e-mail assinado e criptografado pela Internet mostrou que as organizações podem colaborar de forma eficaz usando e-mail seguro. As barreiras anteriores à adoção foram superadas, incluindo o uso de uma ponte PKI para fornecer uma infraestrutura de chave pública escalável (PKI) e o uso de guardas de segurança de rede que verificam o conteúdo criptografado que entra e sai dos limites da rede corporativa para evitar que a criptografia seja usada para ocultar malware introdução e vazamento de informações.

## Configurando e usando criptografia de e-mail
A criptografia da camada de transporte usando STARTTLS deve ser configurada pela organização receptora. Isso geralmente é simples; um certificado válido deve ser obtido e o STARTTLS deve ser ativado no servidor de e-mail da organização receptora. Para evitar ataques de downgrade, as organizações podem enviar seu domínio para a 'Lista de políticas STARTTLS'.
A maioria dos clientes de e-mail com recursos completos fornece suporte nativo para e-mail seguro S/MIME (assinatura digital e criptografia de mensagens usando certificados). Outras opções de criptografia incluem PGP e GNU Privacy Guard (GnuPG). Software gratuito e comercial (aplicativo de desktop, webmail e complementos) também estão disponíveis.
Embora o PGP possa proteger as mensagens, também pode ser difícil usá-lo da maneira correta. Pesquisadores da Carnegie Mellon University publicaram um artigo em 1999 mostrando que a maioria das pessoas não conseguia descobrir como assinar e criptografar mensagens usando a versão atual do PGP. Oito anos depois, outro grupo de pesquisadores da Carnegie Mellon publicou um artigo de acompanhamento dizendo que, embora uma versão mais recente do PGP facilitasse a descriptografia de mensagens, a maioria das pessoas ainda lutava para criptografar e assinar mensagens, encontrar e verificar as chaves de criptografia públicas de outras pessoas. e compartilhando suas próprias chaves.
Como a criptografia pode ser difícil para os usuários, os gerentes de segurança e conformidade de empresas e agências governamentais automatizam o processo para funcionários e executivos usando dispositivos e serviços de criptografia que automatizam a criptografia. Em vez de depender da cooperação voluntária, a criptografia automatizada, baseada em políticas definidas, tira a decisão e o processo das mãos dos usuários. Os e-mails são roteados por meio de um dispositivo de gateway que foi configurado para garantir a conformidade com as políticas regulatórias e de segurança. Os e-mails que exigem isso são criptografados e enviados automaticamente.
Se o destinatário trabalha em uma organização que usa o mesmo appliance de gateway de criptografia, os emails são descriptografados automaticamente, tornando o processo transparente para o usuário. Os destinatários que não estão por trás de um gateway de criptografia precisam dar uma etapa extra, adquirindo a chave pública ou fazendo login em um portal online para recuperar a mensagem.